# Драгољуб Јовашевић
Драгољуб Јовашевић (Чачак, 29. јул 1920 − Чачак, 26. септембар 1986) био је српски наставник музичког васпитања, диригент хора, сакупљач народних песама и обичаја, и песама НОБ-а.

## Биографија
Рођен је у Чачку 29. јула 1920. године, али 1936. године дошао је у Ужице да изучи за учитеља. Већ у другој години учитељске школе дириговао је хором школе. У време Ужичке републике радио је са партизанском културном четом, пре свега са хором. У току окупације је предавао певање у основној школи а основао је и дечији црквени хор, који је недељом наступао на галерији ужичке цркве Св. Ђорђа. Певао је пригодне тропаре и учествовао у литургији.
После рата Драгољуб Јовашевић - Јоваш предаје музику у Учитељској школи, где формира и хор са 120 певача. Овај хор постаје један од најпознатијих у то време у Србији, јер је ишао на турнеје по градовима где су постојале учитељске школе. Јоваш је радио и са два градска хора, са хором КУД "Алекса Дејовић" и КУД "Радоје Марић".
1952. одлази у родни Чачак, где такође ради са хоровима и предаје музику у основним школама, музичкој школи, али ради и као музиколог сакупљајаући народно стваралаштво. Основао је хор Жичке епархије.
Умро је у Чачку 26. септембра 1986. године.

## "Окружна културна група"
Ужице је коначно ослобођено у јануару 1945. Културна група команде мења назив у "Окружна културна група", којом је руководио Драгољуб Јовашевић у просторијама Соколане. У свим секцијама ради Јоваш. Музичку секцију чинили су мушки, женски и мешовити хор, као и шест оркестара: гудачки, салонски, дувачки и војни, забавни и народни. Дувачки оркестар је био састављен од војних музичара бившег 4. пешадијског пука "Стеван Немања" из Ужица, и то је, по Драгољубу Јовашевићу, био први партизански професионални војни оркестар. Ужичанима је остао у сећању незаборавни дочек нове 1946. године у Соколани, спортско-културном центру. 1945. се оснивају и радничка културна група која постаје КУД "Алекса Дејовић" и омладинско КУД, под именом "Радоје Марић".
Драгољуб Јовашевић је рекао:
"Најпре је тај наш програм гледала и слушала Комисија централног комитета народне омладине Србије на челу са Мирославом Чангаловићем. Они су нам дали визу за Сарајево, где смо 26. марта 1946. извели концерт песама и игара народа Југославије у Дому ЈНА, само за званице. Ту је била цела влада Босне и Херцеговина, па совјетски генерали и остале личности. Друго вече смо приредили концерт за грађане Сарајева. Ансамбл од око 80 омладинаца и пионира извео је "Вечери словенске игре и песме". Један део групе учествовао је на свечаним приредбама у Загребу у оквиру 3. конгреса Народне омладине Југославије.
У новембру 1948. године, на првом фестивалу народне омладине Југославије у Београду, хор КУД "Радоје Марић" освојио је трећу награду. Најзаслужнији за тај успех био је Јоваш, учитељ који је тада водио чак пет ужичких хорова.
Радећи са омладином, открио је многе таленте: Александар Веселиновић, оперски певач, Драган Лаловић, балетан, Љубица Буба Докић, примабалерина, а посебно, Радмила Васовић - Бакочевић, примадона Београдске опере и професор на факултету музичке уметности у Београду.
Академик Љубомир Симовић се сећа када је по ослобођењу Ужица, на Житној пијаци, сада Градском тргу, одржан митинг на коме је, као ученик трећег разреда основне школе рецитовао песму, а професор музике Јовашевић певао "Грануо је, ево већ и Први мај, Руси у Берлину сада пију чај."
Некадашњи хорски певач, Милан Караклајић, се сећао: "Јоваш је по грађи био витак, висок, са бујном гргуравом косом, "музички тип". Умео је бити пријатан и близак, али и врло нервозан и неконтролисан, нарочито ако се "киксне" и хор не искаже оно што се од њега очекује. Као диригент је био ненадмашан: дириговао је рукама, очима - једном речју, целом својом фигуром, да би на крају трећег извођења био сав разбарушен, знојав и скоро исцрпљен".
Као познавалац музичке културе Срба, Јовашевић је о Сабору трубача у Гучи говорио: "Гуча је "храм у којем се приносила достојна жртва култу борбе за нашу народну културну баштину. То је храм у којем литургију служи труба, а народна прошлост постаје причест."

## Објављени чланци
Драгољуб Јовашевић је писао:

### музикалије
- Гдје си (штампана музикалија):елегија: соло баритон и клавир (хрватски, 1980),
- Из дана ужичких партизана (музикалије): соло драмски тенор, соло драмски баритон и мешовити хор,

### чланке из области музичког живота и рада
- Музички живот у Титовом Ужицу од 1936. до 1951. године (1981),
- Почетак културно-уметничког живота у слободном Ужицу 1944-1945 (1990),
- Песме и певање у устанку, народноослободилачком рату и револуцији народа Србије 1941-1945.(1983)
- Културни живот у Титовом Ужицу од 1936. до 1951. године (1981),
- Мелографија песама народноослободилачке борбе (1978),

### Чланке ообичајимау западној Србији
- Паљење петровданских лила - народни обичај у западној Србији (1976),
- Давање "презимена" - невестински народни обичај у западној Србији (1975).